# Gabriela Mistral
Gabriela Mistral (n. 7 aprilie 1889, Vicuña, Chile  - d. 10 ianuarie 1957, New York) este pseudonimul lui Lucila de María del Perpetuo Socorro Godoy Alcayaga, poetă din Chile, premiată cu Premiul Nobel pentru literatură în anul 1945.
Creația sa este profund feminină, meditativă, de înaltă emoție lirică și tonalitate post-romantică și uneori simbolistă, în care transfigurează natura aspră a ținutului natal, valorile naționale, copilăria ca vârstă a fragilității, exuberanța tinereții și iubirii, durerea solitară, meditația asupra morții.

## Motivația Juriului Nobel
"... pentru poezia ei, care, inspirată de emoții puternice, i-a transformat numele într-un simbol al celor mai pure aspirații ale întregii lumi latino-americane".

## Viața în afara literaturii
Lucila se naște într-o familie foarte săracă în orășelul Vicuña, petrecându-și copilăria la țară (tatăl ei și-a abandonat familia când ea avea vârsta de 3 ani) și absolvind tot aici școala normală, după care, la vârsta de 15 ani, funcționează ca învățătoare rurală. Până în 1919 lucrează ca profesoară în diferite școli elementare și licee din Chile.
În anul 1921 devine directoare a liceului de fete din Santiago de Chile, urmând ca în 1922 să fie invitată de guvernul mexican să sprijine reforma învățământului din Mexic, inițiată de José Vasconcelos. În Mexic scrie un ciclu de poeme pentru copii, care ajung curând celebre în întreaga Americă Latină.
În același an călătorește în SUA. După 1926 ocupă diferite funcții care o țin departe de patrie: reprezentantă a țării sale la institutul de cooperare de pe lângă Liga Națiunilor (până în 1934), consul în Brazilia, Italia, Spania, Portugalia, SUA (în Los Angeles). 
Bolnavă de cancer și celibatară, Gabriela Mistral moare la 67 de ani, în 1957, în Statele Unite ale Americii. Trupul neînsuflețit i-a fost adus în țară, unde i s-au organizat funeralii naționale. 
În memoria ei a fost creat Premiul "Gabriela Mistral", în anul 1979.

## Viața literară

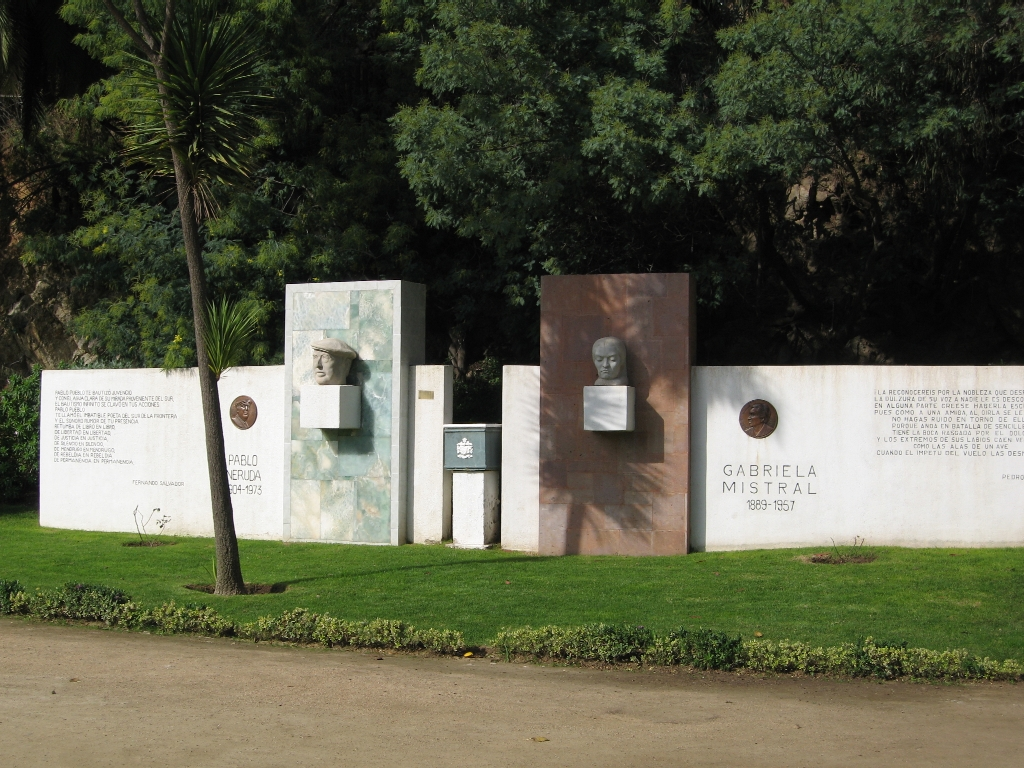

Gabriela Mistral se afirmă ca poetă în 1914, când câștigă marele premiu la jocurile florale din Santiago de Chile, iar poeziile sale sunt remarcate de personalitățile literaturii sud-americane ale acelui moment: Rubén Darío, Amado Nervo, Leopoldo Lugones. 
Pseudonimul ei este inspirat de la numele scriitorului francez Frédéric Mistral. Marcată de sinuciderea iubitului ei, Romelio Ureta, își intitulează primul volum de versuri Sonetele morții.
Călătorește în Statele Unite ale Americii, unde publică primul volum de poezii, (Dezolare, New York, 1922), care-i deschide drumul spre recunoaștere universală. În 1945 primește Premiul Nobel pentru literatură.

## Principalele opere
- Sonetos de la muerte (Sonetele morții, 1914)
- Desolación (Dezolare, 1922)
- Ternura (Duioșie, 1924)
- La lengua de Martí (Limba lui Martí, 1934)
- Recado sobre Pablo Neruda (Mesaj către Pablo Neruda, 1936)
- Tala (Așchie, 1938)
- Lagar (Cramă, 1954)